# Шаитик
Шаитик — деревня в Купинском районе Новосибирской области России. Входит в состав Чаинского сельсовета.

## География
Площадь деревни — 50 гектаров.

## Население
| 2002 | 2007 | 2010 |
| ---- | ---- | ---- |
| 376  | ↘353 | ↘335 |

## Инфраструктура
В деревне по данным на 2007 год функционируют 1 учреждение здравоохранения и 2 учреждения образования.